# Alamis atrifusa
Alamis atrifusa là một loài bướm đêm trong họ Noctuidae.